# Ballad Classics
『Ballad Classics』（バラード・クラシックス）は小泉今日子の3作目のベスト・アルバム。1987年12月1日にビクター音楽産業から発売された。

## 概要
帯コピー：コイズミがバラードになった!!
ヒット・シングル「Smile Again」をはじめ、「The Stardust Memory」や「木枯しに抱かれて」の別バージョンや、未発表曲「胸いっぱいのYesterday」など新録音5曲を含む初のバラード・ベスト。全14曲が収録されている。ジャケットのイラストはペーター佐藤が手掛けている。
当時小泉は数々のテレビコマーシャルに出演し ″CMの女王″ と呼ばれ非常に勢いがあった頃で、なにか面白いことを色々やってみようと本作が企画された。小泉自身は、通常のベスト盤ではなく変則的な構成にしてまとめることで、これまでちょっとずつ挑戦してきたことを認識してもらおうかなと思ったと話している。
LPのライナーノートに「哀愁ボーイ」のタイトルで記載されているエッセイを書き下ろした ″吉田いつか″ とは、音楽評論家の吉見佑子の変名である。
2007年8月22日には、デジタルリマスター・紙ジャケット仕様でボーナス・トラックを1曲追加した『Ballad Classics+1』（バラード・クラシックス・プラスワン）と改題して再発売された。
1989年12月16日には続編『Ballad Classics II』がリリースされている。
2024年9月25日に、『Ballad Classics II』及び、『Ballad Classics III』と同時にGoh Hotodaによるリマスタリング盤CDと、小鐵徹によるカッティング盤アナログレコードが発売された。

## 収録曲

### LP／CT
| #  | タイトル                              | 作詞       | 作曲         | 編曲       |
| -- | ------------------------------------- | ---------- | ------------ | ---------- |
| 1. | 「Flapper」                           | 康珍化     | MAYUMI       | 鷺巣詩郎   |
| 2. | 「哀愁ボーイ」                        | 銀色夏生   | 筒美京平     | 船山基紀   |
| 3. | 「木枯しに抱かれて」(Another Version) | 高見沢俊彦 | 高見沢俊彦   | 井上鑑     |
| 4. | 「涙のセンターライン」                | 秋元康     | 佐久間正英   | 佐久間正英 |
| 5. | 「魔女」                              | 松本隆     | 筒美京平     | 中村哲     |
| 6. | 「Smile Again」                       | 川村真澄   | 井上ヨシマサ | 土屋昌巳   |
| 7. | 「風のファルセット」(Another Version) | 康珍化     | 都倉俊一     | 中村哲     |

| #  | タイトル                              | 作詞               | 作曲       | 編曲     |
| -- | ------------------------------------- | ------------------ | ---------- | -------- |
| 1. | 「胸いっぱいのYesterday」             | 戸沢暢美           | 林哲司     | 林哲司   |
| 2. | 「Today's Girl」                      | 秋元康             | 松尾一彦   | 井上鑑   |
| 3. | 「夜明けのMEW」                       | 秋元康             | 筒美京平   | 武部聡志 |
| 4. | 「ヨコハマ・スイート・レイン」        | 康珍化             | 筒美京平   | 若草恵   |
| 5. | 「One Moon」(Whisper Version)         | 川村真澄           | 林哲司     | 朝川朋之 |
| 6. | 「二人」(Another Version)             | 飯島真理           | 飯島真理   | 飯島真理 |
| 7. | 「The Stardust Memory」(Slow Version) | 高見沢俊彦・高橋研 | 高見沢俊彦 | 井上鑑   |

### CD
| #   | タイトル                              | 作詞               | 作曲         | 編曲       |
| --- | ------------------------------------- | ------------------ | ------------ | ---------- |
| 1.  | 「Flapper」                           | 康珍化             | MAYUMI       | 鷺巣詩郎   |
| 2.  | 「哀愁ボーイ」                        | 銀色夏生           | 筒美京平     | 船山基紀   |
| 3.  | 「木枯しに抱かれて」(Another Version) | 高見沢俊彦         | 高見沢俊彦   | 井上鑑     |
| 4.  | 「涙のセンターライン」                | 秋元康             | 佐久間正英   | 佐久間正英 |
| 5.  | 「魔女」                              | 松本隆             | 筒美京平     | 中村哲     |
| 6.  | 「Smile Again」                       | 川村真澄           | 井上ヨシマサ | 土屋昌巳   |
| 7.  | 「風のファルセット」(Another Version) | 康珍化             | 都倉俊一     | 中村哲     |
| 8.  | 「胸いっぱいのYesterday」             | 戸沢暢美           | 林哲司       | 林哲司     |
| 9.  | 「Today's Girl」                      | 秋元康             | 松尾一彦     | 井上鑑     |
| 10. | 「夜明けのMEW」                       | 秋元康             | 筒美京平     | 武部聡志   |
| 11. | 「ヨコハマ・スイート・レイン」        | 康珍化             | 筒美京平     | 若草恵     |
| 12. | 「One Moon」(Whisper Version)         | 川村真澄           | 林哲司       | 朝川朋之   |
| 13. | 「二人」(Another Version)             | 飯島真理           | 飯島真理     | 飯島真理   |
| 14. | 「The Stardust Memory」(Slow Version) | 高見沢俊彦・高橋研 | 高見沢俊彦   | 井上鑑     |

#### Ballad Classics+1 ボーナストラック
| #   | タイトル                 | 作詞     | 作曲         | 編曲   |
| --- | ------------------------ | -------- | ------------ | ------ |
| 15. | 「ベルベットボイスな夜」 | 野村義男 | 井上ヨシマサ | 米光亮 |

### 曲解説
1. Flapper
7thアルバム『Flapper』収録曲。
2. 哀愁ボーイ
5thアルバム『Betty』収録曲。
3. 木枯しに抱かれて (Another Version)
20thシングルA面曲。映画『ボクの女に手を出すな』主題歌。
4. 涙のセンターライン
4thアルバム『WHISPER』収録曲。
5. 魔女
16thシングルA面曲。
6. Smile Again
23rdシングルA面曲。
7. 風のファルセット (Another Version)
8thアルバム『今日子の清く楽しく美しく』収録曲。
8. 胸いっぱいのYesterday
シングル・アルバム未収録の新曲。
9. Today's Girl
6thアルバム『Today's Girl』収録曲。
10. 夜明けのMEW
19thシングルA面曲。
11. ヨコハマ・スイート・レイン
11thシングル「ヤマトナデシコ七変化」のB面曲。
12. One Moon (Whisper Version)
10thアルバム『Hippies』収録曲。
13. 二人 (Another Version)
7thアルバム『Flapper』収録曲。
14. The Stardust Memory (Slow Version)
13thシングルA面曲の別バージョン。映画『生徒諸君!』主題歌。

#### Ballad Classics+1 ボーナストラック
1. ベルベットボイスな夜
24thシングル「キスを止めないで」のB面曲。

## 参考資料
- 小泉今日子『Ballad Classics+1』（ライナーノーツ）ビクターエンタテインメント、2007年8月22日。VICL-62445。